# Pasir Indah
Pasir Indah is een bestuurslaag in het regentschap Rokan Hulu van de provincie Riau, Indonesië. Pasir Indah telt 896 inwoners (volkstelling 2010).